# Зиновьев, Дмитрий Иванович
Дмитрий Иванович Зиновьев (род. 10 апреля 1965, Пермь) — советский хоккеист, защитник.

## Биография
Воспитанник пермского «Молота». Дебютировал за команду в переходном турнире между первой и второй лигами сезона 1980/81. В следующем сезоне играл за «Молот» и команду второй лиги «Россия» Краснокамск. Восемь сезонов (1982/83 — 1988/89, 1990/91) отыграл в чемпионате СССР за «Динамо» Рига, серебряный призёр чемпионата 1987/88. В сезоне 1989/90 выступал за «Сокол» Киев.
Чемпион Европы среди юниорских команд 1983.
Участник матчей «Динамо» с клубами НХЛ в 1988—1989 годах.